# Port lotniczy Skyros
Port lotniczy Skyros (IATA: SKU, ICAO: LGSY) – port lotniczy położony na wyspie Skyros, w prekefturze Eubea, w Grecji.

## Linie lotnicze i połączenia
| Linia lotnicza | Kierunek    |
| -------------- | ----------- |
| Olympic Air    | 1. Ateny    |
| Sky Express    | 1. Saloniki |